# Najas marina
Najas marina là một loài thực vật có hoa trong họ Hydrocharitaceae. Loài này được Carl von Linné mô tả khoa học đầu tiên năm 1753.